# Lew Wajnsztejn
Lew Matwiejewicz Wajnsztejn, także Weinstein (ros. Лев Матвеевич Вайнштейн; ur. 12 marca 1916 w Jekaterynburgu, zm. 25 grudnia 2004 w Moskwie) – radziecki strzelec sportowy pochodzenia żydowskiego. Brązowy medalista olimpijski, wielokrotny mistrz świata i Europy, rekordzista świata.
Brał udział w Letnich Igrzyskach Olimpijskich 1952 w Helsinkach. Zdobył brązowy medal w strzelaniu z karabinu w trzech pozycjach z 300 m (zwyciężył jego rodak Anatolij Bogdanow), ponadto był piąty w pistolecie dowolnym z 50 m. Czterokrotny medalista mistrzostw świata, w tym trzykrotnie złoty. Na mistrzostwach Europy również zdobył cztery medale. Medale indywidualne zdobywał jedynie na mistrzostwach kontynentu (srebro i brąz), pozostałe krążki wywalczył w zawodach drużynowych. Wielokrotny mistrz i rekordzista ZSRR. Po zakończeniu kariery był trenerem kadry radzieckiej m.in. podczas igrzysk w Tokio (1964).
Zasłużony Mistrz Sportu ZSRR i Zasłużony Trener ZSRR. Autor kilku książek poświęconych tematyce strzeleckiej.

## Osiągnięcia

### Wyniki olimpijskie
| Igrzyska | Konkurencja                          | Wynik                           | Miejsce   | Źródło |
| -------- | ------------------------------------ | ------------------------------- | --------- | ------ |
| IO 1952  | Karabin dowolny, trzy postawy, 300 m | 1109 punktów (378-376-355)      | 3 (na 32) | [ 6 ]  |
| IO 1952  | Pistolet dowolny, 50 m               | 546 punktów (92-91-90-91-92-90) | 5 (na 48) | [ 7 ]  |

### Medale na mistrzostwach świata
Na podstawie:
| Mistrzostwa  | Konkurencja                                   | Wynik                | Miejsce |
| ------------ | --------------------------------------------- | -------------------- | ------- |
| Caracas 1954 | Pistolet centralnego zapłonu, 25 m, drużynowo | 2319 punktów (druż.) | 1       |
| Caracas 1954 | Pistolet dowolny, 50 m, drużynowo             | 2722 punkty (druż.)  | 1       |
| Moskwa 1958  | Pistolet centralnego zapłonu, 25 m, drużynowo | 2320 punktów (druż.) | 2       |
| Moskwa 1958  | Pistolet dowolny, 50 m, drużynowo             | 2776 punkty (druż.)  | 1       |

### Medale na mistrzostwach Europy
Na podstawie: 
| Mistrzostwa    | Konkurencja                             | Wynik       | Miejsce |
| -------------- | --------------------------------------- | ----------- | ------- |
| Bukareszt 1955 | Pistolet dowolny, 50 m                  | 556 punktów | 2       |
| Bukareszt 1955 | Pistolet dowolny, 50 m, drużynowo       | brak danych | 1       |
| Bukareszt 1955 | Pistolet centralnego zapłonu            | 590 punktów | 3       |
| Bukareszt 1955 | Pistolet centralnego zapłonu, drużynowo | brak danych | 1       |